# Élisabeth Dorier
Élisabeth Dorier, également appelée Élisabeth Dorier-Apprill, née en 1962, est une géographe française spécialiste de géographie du développement et des villes des Suds. Après avoir longtemps étudié les villes africaines elle travaille depuis 2007 sur Marseille, ses inégalités et ses processus de fermetures résidentielles. Elle est professeure des universités à l'université d'Aix-Marseille et membre du Laboratoire population-environnement-développement (LPED), ainsi que membre depuis 1999 de l'Institut universitaire de France (IUF).

## Biographie
Après une hypokhâgne et une khâgne au lycée Henry-IV, Élisabeth Dorier est formée à l'ENS de Saint-Cloud et agrégée de géographie en 1984[réf. nécessaire]. Elle obtient un doctorat de géographie en 1993 avec une thèse intitulée Environnement et santé à Brazzaville, Congo : de l'écologie urbaine à la géographie sociales, à l'université Paris-Nanterre, sous la direction de Paul Pélissier.
Elle est recrutée comme Maîtresse de conférences à l'université de Provence Aix-Marseille en 1996, au LPED en 1997. Elle devient membre de l'Institut universitaire de France (IUF) en 1999. En 2004, elle devient professeure des Universités,,. Elle travaille aussi au Laboratoire population-environnement-développement (LPED) UMR 151 associant l'Université d'Aix-Marseille et l'IRD.
Elle est spécialiste de géographie du développement, avec des travaux concernant notamment la gestion urbaine, l'environnement et la géographie sociale.

## Travaux
Elle aborde la géographie urbaine et sociale des villes africaines à travers leurs enjeux d'environnement, de santé, de vie quotidienne, avec une approche de terrain « par le bas » consacrant sa thèse de 1993 à l'étude de l'Environnement et santé à Brazzaville, Congo : de l’écologie urbaine à la géographie sociale,, étude menée dans une approche pluridisciplinaire à l'ORSTOM (actuel IRD). En 1998, une partie de cette thèse, actualisée par des enquêtes menées après les guerres à Brazzaville, est publiée dans l'ouvrage Vivre à Brazzaville. Modernité et crise au quotidien. Elle diversifie ensuite ses terrains d’enquête personnels au Bénin et au Mali, sur les enjeux de gestion de l'eau et des déchets en ville (recherches dirigées pour le PSEAU) et mène des approches comparatives. En 2000, elle coordonne la publication du livre Les très grandes villes dans le monde, ouvrage collectif de « spécialistes de géographie urbaine ».
En 2003, la thèse de son habilitation à diriger des recherches en géographie porte sur les Sociétés urbaines et environnement dans les villes africaines, où elle remobilise ses recherches sur le Bénin, le Congo et le Mali ; elle la soutient à l'université Paris I. En 2006, elle est invitée par le géographe Sylvain Kahn dans l'émission Planète Terre sur la radio France Culture pour parler de la géographie de la santé à Brazzaville.
Elle continue depuis ses travaux sur les villes africaines, puis est sollicitée pour coordonner  une série d'études sur les dynamiques de reconstruction post-conflit au Congo-Brazzaville, menées entre 2007 et 2019, qui donnent lieu à de nombreux travaux d'étudiants, des rapports, articles scientifiques, et  trois thèses (Mathilde Joncheray, Mélanie Favrot, Rodrigue Kinouani).
Parallèlement, elle entreprend des travaux sur Marseille, qui portent notamment sur les dynamiques de fragmentation urbaine et l'essor des résidences fermées,,,. En 2007-2010, Elle coordonne d'abord une étude pour le PUCA intitulée La diffusion des ensembles résidentiels fermés à Marseille. Les urbanités d'une ville fragmentée, suivie en 2014 par l'étude Marseille Ville passante, commande de la mairie de Marseille. Elle co-dirige la thèse de Julien Dario sur ce sujet, qui obtiendra le grand prix de thèse sur la ville du PUCA en 2020. Ce travail montre qu'il y a à Marseille une proportion de voies privées bien plus importante que dans d’autres villes de taille équivalente et analyse les impacts de leurs fermetures.
De 2012 à 2017, Elisabeth Dorier copilote la partie marseillaise d'une étude de l'Agence nationale de la recherche (ANR) intitulée EUREQUA (Évaluation mUltidisciplinaire et Requalification Environnementale des QUArtiers) dirigée par Sinda Haoues-Jouve, qui associe géographes, sociologues, climatologues et physiciens, pour analyser la qualité de vie urbaine,. À la suite de l'effondrement des immeubles rue d'Aubagne à Marseille le 5 novembre 2018, qui provoque 8 décès, elle s'engage sur le thème du droit au logement digne, en collaboration avec des associations locales (Fondation Abbé Pierre, Un Centre-ville pour tous, le Collectif du 5 novembre, Marseille en colère). Elle met en place, avec Julien Dario, un outil de suivi cartographique des questions de mal-logement, des arrêtés de périls, des évacuations d'urgence et du logement social,, qui est publié en 2020 par le Haut Comité pour le logement des personnes défavorisées sous forme d'un recueil cartographique. 
En 2020 et 2021, elle organise en collaboration avec Julien Dario et la plasticienne Anke Doberauer l'exposition d'art-science « Marseille Privatopia », qui mêle travaux universitaires et art,,. Le volet scientifique de l'exposition  est présenté en 2021 à Aix Marseille Université, puis à la Maison de l'architecture, et  par le réseau des bibliothèques de Marseille. Le terme privatopia qu'elle reprend a été créé par le politiste Mc Kenzie pour le contexte américain, et qualifie l'idéologie d'un monde urbain produit, organisé et rentabilisé par des investisseurs pour une société de copropriétaires, clients de services privés (comme le gardiennage, l'éclairage, l'entretien des jardins résidentiels, la propreté), avec l'idée que la propriété privée serait garante de plus d'efficacité dans la gestion urbaine, justifiant le retrait de l'action publique dans la ville. Cette position néolibérale, tendance mondiale assumée par la municipalité de Marseille entraîne en réalité des coûts importants pour la collectivité qu'E. Dorier analyse : incohérence entre des aménagements privés disparates, dépenses publiques accrues au service d'intérêts privés de valorisation immobilière (par exemple voirie), détours imposés aux pétons et qui renforcent le « tout automobile », blocages d'accès à des espaces de nature, tensions sociales de voisinage autour des fermetures de rue,.
Répondant à son travail sur la fragmentation urbaine, ses recherches portent également sur ce qui fait la ville. Ainsi, Philippe Chaudoir mentionnait, à propos de l'ouvrage Vies citadines qu'elle a coordonné avec Philippe Gervais-Lambony, qu'« En réaction à un discours pessimiste sur une ville en crise et fragmentée, le projet affirme la volonté « de travailler sur ce qui fait la ville plutôt que sur ce qui la défait » (comme l’affirment les auteurs dans le propos liminaire)". Elle est ainsi l'autrice de nombreuses publications portant sur les questions d'environnement urbain,, de santé et d'éducation, sur les pratiques citadines ou sur les mouvements religieux,.
Elle s'attache à diffuser ses recherches auprès du grand public, des jeunes et des enseignants, sous forme de participation à des manuels, conférences grand public, communications aux médias et d'un projet de recherche-action lancé en 2015 en collaboration avec la région Provence Alpes Cote d'Azur) et l'Éducation nationale, intitulé Graphite, les jeunes et la ville, (géographie prospective des territoires urbains). 
Danseuse de tango argentin, elle a également dirigé deux ouvrages collectifs sur les danses latines, ouvrant une réflexion sur leur diffusion mondiale,.

## Principales publications

### Ouvrages
- L'urbanisation du monde, La documentation photographique, Dossier n°8125, CNRS Éditions, 2018, 64 p. (lire en ligne)[51].
- avec Philippe Gervais-Lambony, Vies citadines, Belin, 2007, 267 p. (ISBN 978-2-7011-4354-5)[39].
- Danses latines, le désir des continents, Autrement, 2007, 336 p. (ISBN 978-2746709553, lire en ligne).
- Ville et environnement, Paris, SEDES, 2006, 511 p. (ISBN 2-7181-9468-5)[52].
- Gérer la ville: entre global et local, Ed. de l'Aube ; IRD, 2002 (ISBN 978-2-87678-719-3, OCLC 491246956, lire en ligne).
- Vocabulaire de la ville, notions et références, Éditions du temps, 2001, 192 p.[53].
- Les très grandes villes dans le monde, Paris, Éditions du temps, 2000, 384 p.[10].
- Abel Kouvouama, Christophe Apprill, Élisabeth Dorier-Apprill, Vivre à brazzaville - modernité et crise au quotidien, Karthala, 2000, 384 p. (ISBN 978-2865378562).
- Danses latines et identité d'une rive à l'autre, Éditions L'Harmattan, 2000 (ISBN 9782738487346).
- Élisabeth Dorier-Apprill, Abel Kouvouama et Christophe Apprill, Vivre à Brazzaville : Modernité et crise au quotidien, Paris, Karthala, 1998, 383 p. (ISBN 9782865378562).

### Articles
- (en) Élisabeth Dorier, chap. 11 « Marseille as Privatopia : The Collapsing City, the Gated City », dans The Marseille Mosaic: A Mediterranean City at the Crossroads of Cultures, New York, Berghahn Book, 2023 (DOI 10.3167/9781800738201, présentation en ligne).
- Elisabeth Dorier et Julien Dario, « Les espaces résidentiels fermés à Marseille, la fragmentation urbaine devient-elle une norme ? », L’Espace géographique, vol. 47, no 4,‎ 2018, p. 323–345 (ISSN 0046-2497, DOI 10.3917/eg.474.0323, lire en ligne, consulté le 2 mai 2025).
- Élisabeth Dorier, Julien Dario, « Des marges choisies et construites: les résidences fermées », dans Grésillon, E., Alexandre, B. et Sajaloli, B., La France des marges, Armand Colin, 2016 (lire en ligne), p. 213-224
- Elisabeth Dorier et Hubert Mazurek, « Dynamiques territoriales du postconflit et de la reconstruction au Congo-Brazzaville: », Hérodote, vol. n° 158, no 3,‎ 16 novembre 2015, p. 132–159 (ISSN 0338-487X, DOI 10.3917/her.158.0132, lire en ligne, consulté le 2 mai 2025).
- Amaël Cattaruza, Élisabeth Dorier, Postconflit : entre guerre et paix ?, Hérodote, Revue de géographie et de géopolitique, n°158, 2015
- Isabelle Berry Chikhaoui, Élisabeth Dorier, Sébastien Bridier, Fermeture résidentielle et politiques urbaines, le cas marseillais, Articulo, Journal of Urban Research, n°8, 2012, 20 p.